# Xanthoparmelia morrisii
Xanthoparmelia morrisii är en lavart som beskrevs av Elix & Kantvilas. Xanthoparmelia morrisii ingår i släktet Xanthoparmelia och familjen Parmeliaceae.   Inga underarter finns listade i Catalogue of Life.